# جون جوزيف أونيل (صحفي)
جون جوزيف أونيل (بالإنجليزية: John Joseph O'Neill)‏ هو صحفي أمريكي، ولد في 1889، وتوفي في 1953.